# 浅田晃彦
浅田 晃彦（あさだ てるひこ、1915年〈大正4年〉8月11日 - 1996年〈平成8年〉7月31日）は、日本の小説家、医師。群馬県勢多郡富士見村（現・前橋市）出身。

## 経歴
祖父・浅田長太郎は平藩の足軽の家の出で勢多郡新里村山上の浅田民次郎の養子となり、後に初代新里村長となった。
晃彦は勢多郡富士見村に生まれ、利根郡片品村で幼少期を過ごした。1934年（昭和9年）に旧制前橋中学校（現・群馬県立前橋高等学校）を卒業し、1941年（昭和16年）に慶應義塾大学医学部を卒業。翌1942年（昭和17年）陸軍軍医として入隊、ラバウルで勤務し1946年（昭和21年）に復員した。
戦後は前橋で内科小児科を開業し、のちに日本郵船の船医となる。
1949年（昭和24年）に『月刊読売』の記録小説懸賞に入選。1951年（昭和26年）『作家』同人となる。1957年（昭和32年）『オレンジの皮』で作家賞を受賞、同年から国鉄の診療医となった。1966年（昭和41年）『マラリア戦記』で鉄道ペンクラブ賞受賞。1968年（昭和43年）、江戸時代の和算家（斎藤宜長・剣持章行）をモチーフにした『乾坤独算民』が第60回直木賞候補作となった。1976年（昭和51年）『帝王切開事始』で風雷文学賞受賞。1980年（昭和55年）高橋元吉文化賞受賞。
1971年（昭和46年）に「放参会」を結成し1977年（昭和52年）より同人誌『猿』を発行して後進の指導に努めた。
坂口安吾・南川潤とも交友を持ち、創作面での影響を受けている。上毛文学賞選考委員も務めた。囲碁4段。
郷土史研究にも取り組み1982年（昭和57年）に『考証岡上景能』で第7回郷土史研究賞優秀賞を受賞した。
1996年（平成8年）没。

## 主な作品
小説
- 『マラリア戦記 ある青年軍医の記録』弘文堂、1965年
- 『秘録カウラの暴動』金剛出版、1967年
- 「乾坤独算民」（『小説と詩と評論』62号、1968年）
- 『坂口安吾桐生日記』上毛新聞社、1969年
- 『桂馬先生診療簿』春陽堂書店、1971年
- 『帝王切開事始 浅田晃彦歴史小説集』あさを社、1975年
- 『脱獄者』春陽堂書店、1976年
- 『戦国茶道記 天下一の茶入「新田肩衝」の流転』新人物往来社、1984年
- 『世界無銭旅行者 矢島保治郎』筑摩書房、1986年
- 『脱囚高野長英』春陽堂書店、1990年

郷土史研究
- 『不白の跡を探ねて』1979年
- 『上州茶の湯史話』群馬県茶道会、1979年
- 『上州遊侠 大前田栄五郎の生涯』新人物往来社、1983年
- 『考証岡上景能』奈良書店、1983年
- 『ここに幸あり 清心幼稚園育ての親 黒田サチの生涯』清心学園清心幼稚園、1990年
- 『生きんとて 倉田百三とその弟子』近代文藝社、1992年
- 『児島高徳と新田一族』群馬出版センター、1993年

その他
- 『オンボロ船医の世界診察』朝日新聞社、1961年
- 『からだのポケット わんぱく医者の人間認識』読売新聞社、1963年
- 『安吾・潤・魚心』奈良書店、1986年

翻訳
- 『彼女らの肉体の黄金（きん）―小説ゴーガン』チャールズ・ゴーラム作、白水社、1959年

## 関連人物
- 江口文陽 - 父・江口恭平は『作家』同人であり浅田晃彦と親交があった。